# Batalla de Baltimore
La batalla de Baltimore (12-15 de septiembre de 1814) tuvo lugar entre las fuerzas británicas y estadounidenses durante la guerra anglo-estadounidense de 1812. Las fuerzas estadounidenses rechazaron las invasiones por mar y tierra frente a la concurrida ciudad portuaria de Baltimore, Maryland, y mataron al comandante de las fuerzas británicas invasoras.
Los británicos y los estadounidenses se enfrentaron por primera vez en la batalla de North Point. Aunque los estadounidenses se retiraron, la batalla fue una acción dilatoria exitosa que infligió grandes bajas a los británicos, detuvo su avance y permitió a los defensores de Baltimore prepararse para un ataque.
La resistencia del Fuerte McHenry de Baltimore durante el bombardeo de la Marina Real inspiró a Francis Scott Key a componer el poema "Defence of Fort M'Henry", que más tarde se convirtió en la letra de «The Star-Spangled Banner», el himno nacional de los Estados Unidos.
El futuro presidente de Estados Unidos, James Buchanan, sirvió como soldado raso en la defensa de Baltimore.

## Acciones de la batalla
Tras la quema de Washington y la incursión sobre Alexandria, Estados Unidos había vivido una reavivación de su brío en la defensa de su territorio frente a los británicos a la vez que temían un nuevo ataque. Con este marco, las fuerzas estadounidenses vieron con preocupación como varios buques de guerra británicos aparecieron frente al puerto de Baltimore el 13 de septiembre de 1814.
Los buques ingleses comenzaron a disparar bombas y cohetes contra el puerto, en especial contra la fortificación predominante, conocida como Fort McHenry, donde se encontraba una guarnición de defensa de un millar de soldados profesionales con una veintena de cañones preparados para defenderse de un asedio marítimo.
A la defensa del puerto se sumaron unos 10 000 estadounidenses más y un total de 150 piezas de artillería sumadas a la veintena de Fort McHenry con la que responder al bombardeo sostenido de los buques ingleses, el cual duró veinticinco horas.
En la mañana del 14 de septiembre, el comandante inglés observó la posición de Fort McHenry, en la que pudo vislumbrar la bandera conocida como Star Spangled Banner de la familia Armistead. Sin conocer el número exacto de soldados que se encontraban dentro y alrededor de Fort McHenry, decidió retirar a los buques sin realizar un asalto anfibio a la fortaleza, puesto que sus órdenes le impedían hacerlo a no ser que tuviera la certeza de que el número de defensores fuese menor a 2 000 soldados.
En otras zonas de la batalla, la infantería británica había llegado a desembarcar y atacar las posiciones estadounidenses, si bien habían tenido algún buen resultado, la cantidad de defensores y las fuertes posiciones preparadas para defender el puerto hicieron que Arthur Brooke decidiese ordenar la vuelta a los buques para la retirada. Un asalto británico contra el condado de Richmond, en Virginia el 6 de diciembre, también terminó con su retirada.

## Tras la batalla

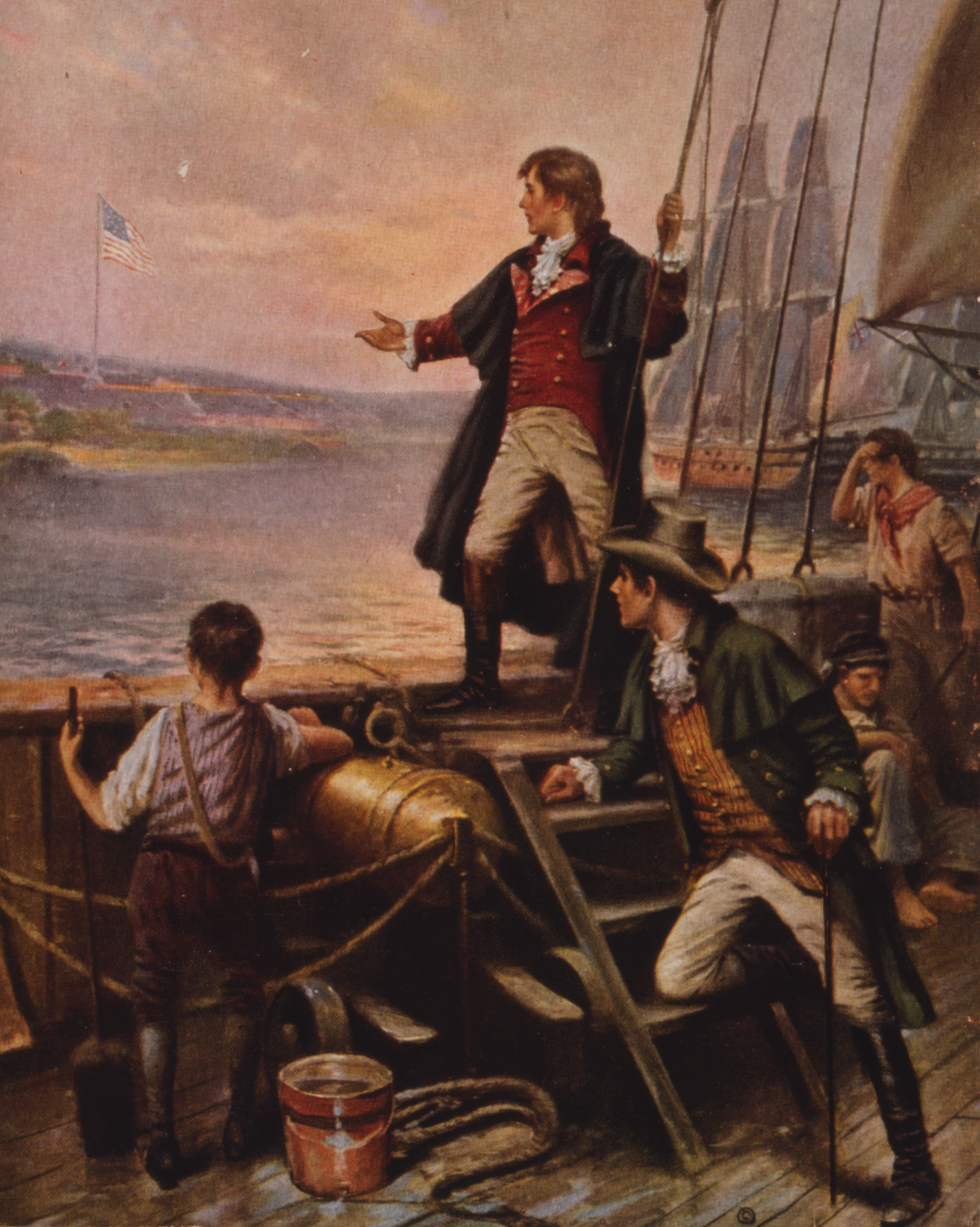
Francis Scott Key, de pie, señala hacia la bandera de EE. UU. ondenando en Fort McHenry

Francis Scott Key, un abogado de Maryland, contempló el bombardeó del puerto y la posterior retirada de la flota británica mientras negociaba la liberación de un prisionero estadounidense, el Dr. William Beanes. Key presenció en primera persona el alzado de la bandera en Fort McHenry lo que más tarde le llevó a escribir The Star-Spangled Banner, un poema relatando el ataque. "Star-Spangled Banner" se convirtió en el himno nacional de los Estados Unidos en 1931.